# گسل پشت‌بادام
گسل پشت‌بادام از گسل‌های قدیمی (پرکامبرین) و ژرف و خمیده ایران مرکزی است که در ایجاد فرازمین و فروزمین‌ها و تفکیک رخساره‌های ناحیه پشت‌بادام نقش داشته‌است. دربارهٔ حرکت افقی این گسل نمی‌توان دلیلی ارائه کرد ولی راست‌گرد بودن آن محتمل است.